# Stavelot
Stavelot er en vallonsk kommune i den belgiske provins Liège. I 2012 havde Stavelot en befolkning på 6.895 indbyggere. Det totale areal udgør 85,07 km².

## Klosteret Stavelot
Byen Stavelot er vokset op omkring klosteret af samme navn. Klosteret Stavelot blev oprettet omkring år 650. Klosteret blev ødelagt under Den Franske Revolution.

## Stavelot-Malmedy
Stavelot var hovedstad i det kirkelige fyrstedømme Stavelot-Malmedy. 
Dette fyrstendømme blev indlemmet i Frankrig i 1794. Ved Wienerkongressen i 1815 blev fyrstendomment Stavelot-Malmedy opdelt, således, at Stavelot blev en del af det Forenede Kongerige Nederlandene og Malmedy overgik til Rhinprovinsen i Det tysk-romerske Rige. Stavelot blev ved Den belgiske revolution (1830-31) en del af det nydannede Belgien. Malmedy blev efter afslutningen af 1. verdenskrig overført fra Tyskland til Belgien i 1919.
50°23′40″N 5°55′52″Ø / 50.3944°N 5.9311°Ø